# Augusto Fernández
Augusto Matías Fernández (Pergamino, 10 aprile 1986) è un ex calciatore argentino con passaporto spagnolo, di ruolo centrocampista.
Con l'Argentina è stato vicecampione del Mondo nel 2014.

## Caratteristiche tecniche
Dotato di grande tecnica e di un'ottima velocità, Fernandez funziona prevalentemente da interno destro, posizione questa che ne risalta molto le doti di conquistatore di palloni. Può agire anche da esterno, posizione che ha coperto in varie occasioni, oltre ad aver giocato qualche volta come ala alta, tutti ruoli che hanno messo in risalto la sua estrema qualità e un bagaglio tecnico molto vario. È un giocatore sia di quantità che di qualità, abile palla al piede quanto sicuro nelle fasi difensive e che si distingue anche per la cattiveria agonistica. Bravo negli inserimenti, prova spesso il tiro da fuori area.

## Carriera
Entrato a far parte della fucina di talenti del River Plate nel 1997 quando ha solo 11 anni, fa tutta la trafila con la maglia de “Los Infantiles”, riuscendo a vincere praticamente tutto a livello giovanile, compreso importanti competizioni internazionali sia in Sud America che in Europa. Nel 2003, a 17 anni, viene promosso nella squadra riserve del River dove si mette in mostra per le sue grandi doti di corsa e la sua duttilità, dimostrando ben presto di poter aspirare ad un posto da protagonista nel gruppo dei titolari.
Il passaggio in prima squadra avviene nel gennaio del 2006 in occasione di una gara che il River gioca contro il Tiro Federal. Da allora entra a far parte stabilmente dell'11 titolare e, con la maglia del River colleziona molte presenze tra campionato e competizioni internazionali, condite anche da tre goal e, si impone come uno dei giocatori di maggior spessore della rosa guidata da Passarella, nonché uno degli idoli del caldo pubblico del “Monumental”. Diviene così il padrone della fascia destra del River e, nonostante la giovane età uno dei leader indiscussi dei “Millonaros”.
Il 9 luglio 2010 il giocatore viene trasferito al Vélez Sarsfield, dove firma un contratto di 3 anni, durante i quali scende in campo 86 volte e mette a segno 18 reti tra campionato e coppe continentali.
L'8 agosto 2012 viene acquistato dal Celta Vigo, club spagnolo con cui firma un contratto quadriennale, diventando subito un titolare della squadra. Dalla stagione 2014-2015 diventa anche capitano del club galiziano. A fine stagione rinnova il suo contratto per altri 3 anni, sino al giugno 2019.
Il 1º gennaio 2016, dopo aver svolto le visite mediche, viene acquistato per 6.5 milioni di euro dall'Atletico Madrid, firmando un contratto col club madrileno sino al 2019. Milita nel club madrileno sino al 31 gennaio 2018, data in cui si trasferisce al Beijing Renhe in Cina.
Terminato il contratto con il club cinese rimane svincolato fino al 23 giugno 2020, giorno in cui torna in Spagna (questa volta in seconda divisione) firmando per il Cadice.

### Nazionale
Il 14 settembre 2011 esordisce con la nazionale argentina in amichevole, contro il Brasile. Il 14 giugno 2013, segna il suo primo goal con l'albiceleste in un'amichevole contro Guatemala. Nel giugno 2014 viene convocato per il Mondiale 2014, manifestazione in cui, pur non scendendo mai in campo, ottiene la medaglia d'argento.
Viene convocato per la Copa América Centenario negli Stati Uniti.

## Statistiche

### Presenze e reti nei club
Statistiche aggiornate al 13 gennaio 2018.
| Stagione               | Squadra                | Campionato             | Campionato | Campionato | Coppe nazionali | Coppe nazionali | Coppe nazionali | Coppe continentali | Coppe continentali | Coppe continentali | Altre coppe | Altre coppe | Altre coppe | Totale | Totale |
| Stagione               | Squadra                | Comp                   | Pres       | Reti       | Comp            | Pres            | Reti            | Comp               | Pres               | Reti               | Comp        | Pres        | Reti        | Pres   | Reti   |
| ---------------------- | ---------------------- | ---------------------- | ---------- | ---------- | --------------- | --------------- | --------------- | ------------------ | ------------------ | ------------------ | ----------- | ----------- | ----------- | ------ | ------ |
| 2006-2007              | River Plate            | PD                     | 13         | 2          | -               | -               | -               | CL                 | 0                  | 0                  | -           | -           | -           | 13     | 2      |
| 2007-2008              | River Plate            | PD                     | 31         | 1          | -               | -               | -               | CL                 | 8                  | 0                  | -           | -           | -           | 39     | 1      |
| 2008-2009              | River Plate            | PD                     | 22         | 0          | -               | -               | -               | CS+CL              | 3+2                | 0                  | -           | -           | -           | 27     | 0      |
| ago. 2009              | River Plate            | PD                     | 1          | 0          | -               | -               | -               | CS                 | 0                  | 0                  | -           | -           | -           | 1      | 0      |
| Totale River Plate     | Totale River Plate     | Totale River Plate     | 67         | 3          |                 |                 |                 |                    | 13                 | 0                  |             |             |             | 80     | 3      |
| set.-2009-2010         | Saint-Étienne          | L1                     | 12         | 1          | CF+CdL          | 1+1             | 0               | -                  | -                  | -                  | -           | -           | -           | 14     | 1      |
| 2010-2011              | Velez Sarsfield        | PD                     | 29         | 4          | -               | -               | -               | CS+CL              | 1+10               | 0+4                | -           | -           | -           | 40     | 8      |
| 2011-2012              | Velez Sarsfield        | PD                     | 29         | 7          | -               | -               | -               | CS+CL              | 8+9                | 1+2                | -           | -           | -           | 46     | 10     |
| Totale Velez Sarsfield | Totale Velez Sarsfield | Totale Velez Sarsfield | 58         | 11         |                 |                 |                 |                    | 28                 | 7                  |             |             |             | 86     | 18     |
| 2012-2013              | Celta Vigo             | PD                     | 36         | 6          | CR              | 3               | 0               | -                  | -                  |                    | -           | -           | -           | 39     | 6      |
| 2013-2014              | Celta Vigo             | PD                     | 33         | 3          | CR              | 0               | 0               | -                  | -                  | -                  | -           | -           | -           | 33     | 3      |
| 2014-2015              | Celta Vigo             | PD                     | 30         | 1          | CR              | 4               | 0               | -                  | -                  | -                  | -           | -           | -           | 34     | 1      |
| 2015-gen. 2016         | Celta Vigo             | PD                     | 15         | 1          | CR              | 1               | 0               | -                  | -                  | -                  | -           | -           | -           | 7      | 0      |
| Totale Celta Vigo      | Totale Celta Vigo      | Totale Celta Vigo      | 106        | 10         |                 | 8               | 0               |                    | -                  | -                  |             | -           | -           | 114    | 10     |
| gen. 2016-giu. 2016    | Atlético Madrid        | PD                     | 13         | 0          | CR              | 2               | 0               | UCL                | 6                  | 0                  | -           | -           | -           | 21     | 0      |
| 2016-2017              | Atlético Madrid        | PD                     | 3          | 0          | CR              | 0               | 0               | UCL                | 0                  | 0                  | -           | -           | -           | 3      | 0      |
| 2017-gen. 2018         | Atlético Madrid        | PD                     | 5          | 0          | CR              | 4               | 0               | UCL                | 1                  | 0                  | -           | -           | -           | 10     | 0      |
| Totale Atlético Madrid | Totale Atlético Madrid | Totale Atlético Madrid | 21         | 0          |                 | 6               | 0               |                    | 7                  | 0                  |             | -           | -           | 34     | 0      |
| Totale carriera        | Totale carriera        | Totale carriera        | 264        | 25         |                 | 16              | 0               |                    | 48                 | 7                  |             | -           | -           | 328    | 32     |

### Cronologia presenze e reti in nazionale
| Cronologia completa delle presenze e delle reti in nazionale ― Argentina | Cronologia completa delle presenze e delle reti in nazionale ― Argentina | Cronologia completa delle presenze e delle reti in nazionale ― Argentina | Cronologia completa delle presenze e delle reti in nazionale ― Argentina | Cronologia completa delle presenze e delle reti in nazionale ― Argentina | Cronologia completa delle presenze e delle reti in nazionale ― Argentina | Cronologia completa delle presenze e delle reti in nazionale ― Argentina | Cronologia completa delle presenze e delle reti in nazionale ― Argentina |
| Data                                                                     | Città                                                                    | In casa                                                                  | Risultato                                                                | Ospiti                                                                   | Competizione                                                             | Reti                                                                     | Note                                                                     |
| ------------------------------------------------------------------------ | ------------------------------------------------------------------------ | ------------------------------------------------------------------------ | ------------------------------------------------------------------------ | ------------------------------------------------------------------------ | ------------------------------------------------------------------------ | ------------------------------------------------------------------------ | ------------------------------------------------------------------------ |
| 14-9-2011                                                                | Córdoba                                                                  | Argentina                                                                | 0 – 0                                                                    | Brasile                                                                  | Superclásico de las Américas 2011                                        | -                                                                        | 87’                                                                      |
| 28-9-2011                                                                | Belém                                                                    | Brasile                                                                  | 2 – 0                                                                    | Argentina                                                                | Superclásico de las Américas 2011                                        | -                                                                        |                                                                          |
| 14-11-2012                                                               | Riyad                                                                    | Arabia Saudita                                                           | 0 – 0                                                                    | Argentina                                                                | Amichevole                                                               | -                                                                        | 46’                                                                      |
| 14-6-2013                                                                | Città del Guatemala                                                      | Guatemala                                                                | 0 – 4                                                                    | Argentina                                                                | Amichevole                                                               | 1                                                                        |                                                                          |
| 14-8-2013                                                                | Roma                                                                     | Italia                                                                   | 1 – 2                                                                    | Argentina                                                                | Amichevole                                                               | -                                                                        | 89’                                                                      |
| 15-10-2013                                                               | Montevideo                                                               | Uruguay                                                                  | 3 – 2                                                                    | Argentina                                                                | Qual. Mondiali 2014                                                      | -                                                                        | 82’                                                                      |
| 18-11-2013                                                               | Saint Louis                                                              | Argentina                                                                | 2 – 0                                                                    | Bosnia ed Erzegovina                                                     | Amichevole                                                               | -                                                                        | 86’                                                                      |
| 4-6-2014                                                                 | Buenos Aires                                                             | Argentina                                                                | 3 – 0                                                                    | Trinidad e Tobago                                                        | Amichevole                                                               | -                                                                        | 76’                                                                      |
| 7-6-2014                                                                 | La Plata                                                                 | Argentina                                                                | 2 – 0                                                                    | Slovenia                                                                 | Amichevole                                                               | -                                                                        | 58’                                                                      |
| 3-9-2014                                                                 | Düsseldorf                                                               | Germania                                                                 | 2 – 4                                                                    | Argentina                                                                | Amichevole                                                               | -                                                                        | 46’                                                                      |
| 24-3-2016                                                                | Santiago del Cile                                                        | Cile                                                                     | 1 – 2                                                                    | Argentina                                                                | Qual. Mondiali 2018                                                      | -                                                                        | 72’                                                                      |
| 29-3-2016                                                                | Córdoba                                                                  | Argentina                                                                | 2 – 0                                                                    | Bolivia                                                                  | Qual. Mondiali 2018                                                      | -                                                                        | 84’                                                                      |
| 6-6-2016                                                                 | Santa Clara                                                              | Argentina                                                                | 2 – 1                                                                    | Cile                                                                     | Coppa America Centenario - 1º turno                                      | -                                                                        |                                                                          |
| 10-6-2016                                                                | Chicago                                                                  | Argentina                                                                | 5 – 0                                                                    | Panama                                                                   | Coppa America Centenario - 1º turno                                      | -                                                                        | 16’ 61’                                                                  |
| 18-6-2016                                                                | Foxborough                                                               | Argentina                                                                | 4 – 1                                                                    | Venezuela                                                                | Coppa America Centenario - Quarti di finale                              | -                                                                        |                                                                          |
| 21-6-2016                                                                | Houston                                                                  | Stati Uniti                                                              | 0 – 4                                                                    | Argentina                                                                | Coppa America Centenario - Semifinale                                    | -                                                                        | 59’                                                                      |
| Totale                                                                   |                                                                          | Presenze                                                                 | 16                                                                       |                                                                          | Reti                                                                     | 1                                                                        |                                                                          |

## Palmarès

### Club

#### Competizioni nazionali
- Campionato argentino: 1

River Plate: Apertura 2008